# Ясир, Эмили
Эмили Ясир (англ. Emily Jacir; род. 1970 в Вифлееме) — современная палестинская художница.

## Биография
Эмили Ясир родилась в 1970 году в Вифлееме, выросла в Эр-Рияде, Саудовская Аравия, училась в Италии, живёт и работает в Рамалле (Палестинская национальная администрация) и Нью-Йорке, США.

### Образование
- Университет Далласа (Ирвин, штат Техас, США)
- Мемфисский колледж искусств (Мемфис, США)

## Творчество
В 2007 году на 52-й Венецианской биеннале Эмили Ясир получила «Золотого льва» за работу Material for a Film (2005 —), а в 2008 году ей была присуждена премия Хьюго Босс. Творчество Эмили Ясир носит ярко выраженный политический характер, его центральной темой является конфликт между палестинцами и Израилем. 

### Участие вбиеннале
- 2006 Биеннале в Сиднее
- 2005 и 2007 Венецианская биеннале
- 2005 Sharjah Biennial в Шардже, Объединенные Арабские Эмираты
- 2004 Биеннале Уитни, Нью-Йорк
- 2003 Стамбульская биеннале

### Работы
- Inbox 2004—2005, 2007
- Ramallah mall , 2006
- Y.M.C.A. Jersusalem, 2006
- Accumulations (2005)
- Embrace, 2005
- Material for a Film (2005-). Проект связан с насильственной смертью Ваиля Зуайтера, палестинского интеллектуала и представителя ООП в Риме, убитого в 1972 году агентами Моссада в связи с терактом на мюнхенской Олимпиаде. За эту работу Ясир получила Золотого Льва на Венецианской биеннале в 2007 году.
- Entry Denied (2003-06). Серия фотографий мест и домов, которые лаконично демонстрируют невозможность нормальной жизни и возвращения для многих палестинцев.
- Crossing Surda, 2003
- Untitled (We Live), 2002
- Sexy Semite (2002)
- Мемориал 418 палестинским деревням, разрушенным, истребленным и захваченным Израилем в 1948 (Memorial to 418 Palestinian Villages Destroyed, Depopulated and Occupied by Israel in 1948), 2001.  (недоступная ссылка)
- Where We Come From, 2001—2003. Отправной точкой проекта стал вопрос, адресованный палестинцам, живущим в изгнании: «Если бы я могла сделать что-нибудь для вас в Палестине, что бы это было?». Художница использовала свободу передвижения, которую ей давал американский паспорт, для выполнения желаний палестинцев. Среди желаний были, например, такие: «Отправляйся в Хайфу и поиграй в футбол с первым встречным палестинцем, которого увидишь на улице», «Выпей воды в деревне моих родителей», «Отправляйся в Бейт Лахия (Bayt Lahiya) и привези мне фотографии моей семьи, особенно детей моего брата», «Приди на могилу моей матери в Иерусалиме в день её рождения, принеси цветы и помолись». В своей инсталляции Эмили Ясир документирует желания и состояние людей, которые выражали их, а также то, что она сделала для выполнения каждого желания.
- Перформанс Change / Exchange (1998)